# John Austin Wharton
John Austin Wharton (3 juillet 1828 - 6 avril 1865) est un avocat, un propriétaire de plantation, et un général confédéré au cours de la guerre de Sécession. Il est considéré comme l'un des meilleurs commandant tactique de la cavalerie confédérée.

## Avant la guerre
Wharton naît près de Nashville, Tennessee, seul enfant de Sarah Groce Wharton et de William H. Wharton (en), qui sera plus tard un homme politique important au cours de la révolution du Texas. Il est nommé d'après son oncle, John Austin Wharton (1806-1838) (en). Quand il est encore enfant, la famille déménage vers ce qui est devenu le comté de Brazoria, Texas. En 1846, Wharton s'inscrit à l'université de Caroline du Sud. Deux ans plus tard, il épouse Eliza Penelope Johnson, la fille de David Johnson (en), le gouverneur de Caroline du Sud.
Après avoir obtenu son diplôme en 1850, Wharton retourne au Texas et étudie le droit pour le pratiquer à Brazoria. Il devient un riche planteur et propriétaire d'esclaves. En 1860, il soutient la candidature de John C. Breckinridge pour la présidence et sert en tant qu'électeur.

## Guerre de Sécession
Ardent sécessionniste, Wharton s'enrôle dans l'armée confédérée en tant que capitaine de la compagnie B du 8th Texas Cavalry, aussi connu comme les « rangers du Texas de Terry (en) ». Nommé colonel du régiment, Wharton combat avec distinction à Shiloh, où il est blessé. Wharton sert sous les ordres du général Braxton Bragg au cours de l'invasion de l'Est du Kentucky en 1862. Il est promu au brigadier général le 18 novembre 1862, et est de nouveau blessé, cette fois à Murfreesboro, dans le Tennessee.

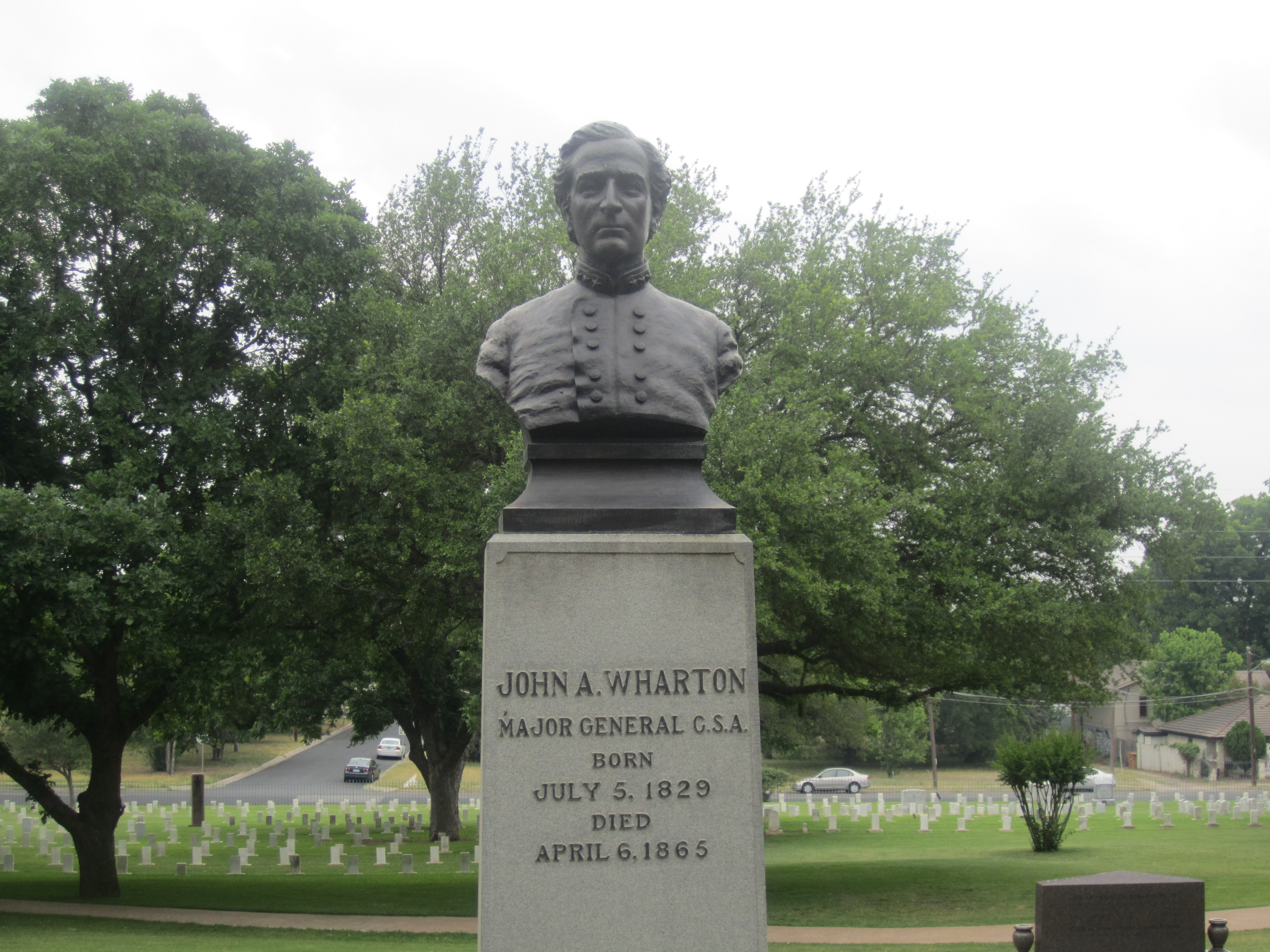
Monument de Wharton dans le cimetière de l'État du Texas à Austin, Texas

Wharton se distingue à nouveau à Chickamauga et est promu major général. Il est affecté dans le département du Trans-Mississippi (en) en Louisiane, en février 1864, à la tête de la cavalerie sous les ordres du lieutenant général Richard Taylor au cours de la campagne de la Red River.
Peu de temps avant la fin de la guerre en 1865, un officier de cavalerie confédéré, le colonel George Wythe Baylor (en) (1832-1916) (frère du gouverneur confédéré de l'Arizona, le colonel John Baylor (en)) tue Wharton à Houston, au cours d'une dispute sur des questions militaires. L'incident commence avec une dispute sur la rue à l'extérieur de l'hôtel Fannin, le quartier général du major général John B. Magruder. Les deux officiers se sont querellés dans le passé, mais cette fois Wharton entre dans les quartiers de Magruder, et, comme Baylor l'a affirmé par la suite, traite Baylor de menteur. Baylor tir sur Wharton désarmé et le tue instantanément.
Wharton est inhumé dans le cimetière de l'État du Texas (en) à Austin, Texas.